# Левицький Лев Львович
Лев Леви́цький гербу Рогаля (18 серпня 1863 — 19 жовтня 1928) — український громадський діяч, суддя.

## Біографія

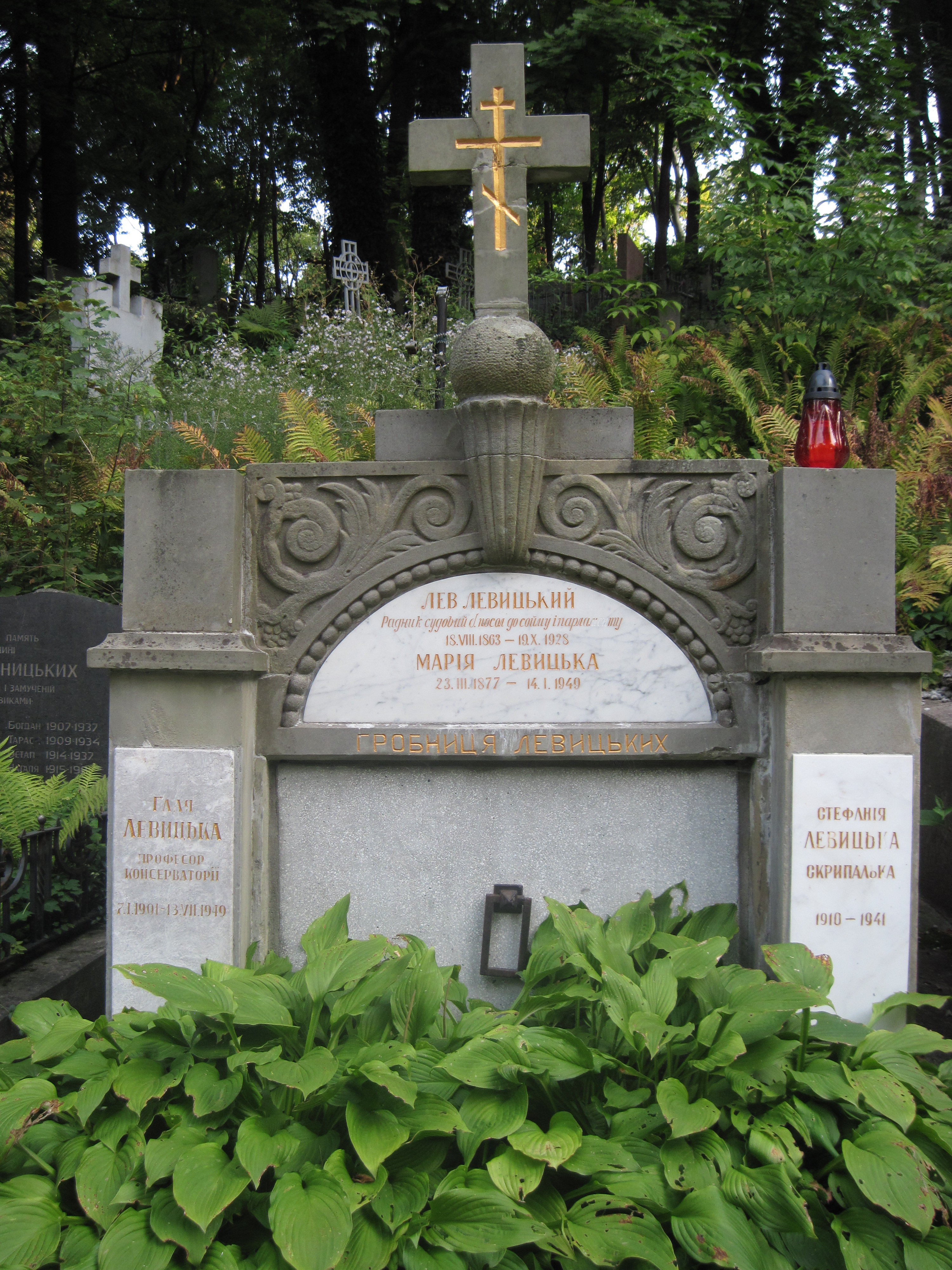
Гробівець Л. Левицького

Народився 18 серпня 1863 року в сім'ї українського греко-католицького священика.
Навчався в Станиславівській державній гімназії. З 1885 р. навчався і закінчив правничий факультет Львівського університету. Проходив адвокатське стажування в Перемишлі; з 1893 р. — на судовій службі в Галичині. Спочатку — аускультант перемишльського окружного суду; 1896 — ад'юнкт при повітовому судді Тлустського повітового суду (Заліщицький повіт), 1897 — повітовий суддя Рожнятівського повітового суду суду (Долинський повіт); 1900 — Порохницького повітового суду (Ярославський повіт); 1901 — Сколівського повітового суду (Стрийський повіт), а з 1907 — окружний суддя і член колегії того ж суду. Засновник і голова українського банку Райффайзен у Сколе; засновник багатьох інших українських господарських організацій.
1901 року був видавцем «Просвіти Бобрецької». 
У 1911 р. став послом (депутатом) австрійського парламенту від двомандатного округу № 57 (включав сільські громади судових повітів Меденичі, Стрий, Сколе, Жидачів, Ходорів, Миколаїв, Глиняни, Бібрка та частково судові повіти Комарно і Щирець). Фракційне представництво: входив в Український радикальний клуб до 12 лютого 1913 (розпуск), далі був в Українському союзі, з 8.11.1916 ввійшов до Української парламентарної репрезентації (русинський націоналдемократ). У 1912-1914 рр. був обраний до Стрийської повітової управи.
Був послом до Галицького сойму (1913-1914 роки, представляв УНДП, обраний в окрузі Жидачів від IV курії, входив до «Українського соймового клубу»). Діяч Загальної Української Ради. Під час Першої світової війни як голова Допомогового комітету багато допомагав українським біженцям, інтернованим і політичним в'язням.. 
У 1918-1919 роках — делегат Української Національної Ради ЗУНР. Від 1.08.1920 до 15.03.1923 (розпуск) — член Національної Ради (уряду в екзилі) ЗУНР у Відні. У 1923 р. переїхав до Польщі, суддя в Оструві Великопольському (Познанське воєводство)
Одружений з Марією Вахнянин, батько трьох доньок, в т.ч. Галини Левицької. Дід відомого археолога і директорки Львівської наукової бібліотеки ім. Василя Стефаника Лариси Крушельницької та ректора Львівського вищого музичного інституту ім. Миколи Лисенка Марії Крушельницької.
Помер 19 жовтня 1928 року. Похований на Личаківському цвинтарі в родинному гробівці, поле № 23.